# Pierre-Médard Diard
Pierre-Médard Diard (Saint-Laurent-en-Gâtines, 19 marzo 1794 – Batavia, 16 febbraio 1863) è stato un naturalista ed esploratore francese.
Poco dopo aver iniziato gli studi medici, dovette partire per il servizio militare, prestando servizio tra il 1813 e il 1814.
In seguito studiò zoologia e anatomia con Georges Cuvier, assistendolo nella ricerca dello sviluppo del feto e delle cellule uovo nei quadrupedi. Nel 1816 partì alla volta dell'Asia meridionale.

## I viaggi nell'Asia meridionale
Nel maggio 1818 conobbe Alfred Duvaucel a Calcutta. Insieme si recarono a Chandernagore, all'epoca sede commerciale della Compagnia francese delle Indie orientali, dove iniziarono a raccogliere animali e piante per il Muséum national d'histoire naturelle di Parigi. Arruolarono dei cacciatori che ogni giorno portavano loro esemplari vivi e morti, che descrivevano, disegnavano e classificavano. Talvolta si recavano a caccia loro stessi e ricevettero vari oggetti di interesse naturale dai raja locali. Coltivavano piante autoctone nel giardino della loro proprietà in affitto e allevavano gli uccelli acquatici in una piscina. Nel giugno 1818 inviarono per la prima volta a Parigi il materiale raccolto, che comprendeva lo scheletro di un delfino del Gange, la testa di un bue tibetano, alcune specie di uccelli poco conosciuti, campioni di minerali e il disegno di un tapiro dalla gualdrappa che avevano visto nel serraglio del governatore britannico Francis Rawdon-Hastings. In seguito inviarono una giovane capra cashmere, fagiani e uccelli vari.
Nel dicembre 1818 Thomas Stamford Raffles li invitò ad accompagnarlo nei suoi viaggi e a continuare la loro opera di raccolta nei luoghi in cui doveva recarsi per i suoi viaggi ufficiali. Si offrì anche di allestire un serraglio nella sua residenza a Bencoolen. I due decisero quindi di lasciare lì la loro collezione zoologica e partirono alla fine di dicembre. A Pulau Pinang raccolsero due nuove specie di pesci e alcuni uccelli. Nell'Achem raccolsero solo poche piante, insetti, uccelli, serpenti, pesci e due cervi. A Malacca acquistarono un orso, un fagiano argo e alcuni uccelli. A Singapore riuscirono ad impossessarsi di un dugongo, del quale realizzarono alcuni disegni e una descrizione che Raffles inviò alla Royal Society e che furono pubblicati in Inghilterra nel 1820. Al loro ritorno a Bencoolen, Raffles confiscò gran parte della collezione e consegnò loro copie dei disegni, descrizioni e annotazioni. Duvaucel e Diard si salutarono, spedirono la loro parte in un magazzino di Calcutta e poi si separarono.
Diard si mise ancora in viaggio e giunse a Batavia. Nella primavera del 1823 inviò un'ingente spedizione a Parigi, che, oltre a 95 specie di mammiferi, 126 specie di uccelli e circa 100 specie di serpenti, conteneva anche scheletri e pelli di tapiro dalla gualdrappa e di rinoceronte di Giava. Successivamente proseguì il viaggio recandosi nel Borneo.
Nella primavera del 1824 si recò probabilmente in Cocincina. Dopo il 1825 inviò le sue collezioni di storia naturale al Rijksmuseum van Natuurlijke Historie di Leida. Nel 1826 tornò ancora nel Borneo, dove accettò la carica di commissario dell'agricoltura per conto del governo delle Indie orientali olandesi nelle regioni di Banjarmasin, Pontianak e del fiume Barito. Nel 1829 divenne membro della Natural History Commission delle Indie olandesi e nel 1832 ne fu nominato direttore.
Negli anni seguenti viaggiò nei regni di Annam e Cambogia. Fu uno dei primi europei a visitare la città di Angkor. Continuò ad operare nell'arcipelago malese fino al 1848.

## Pubblicazioni

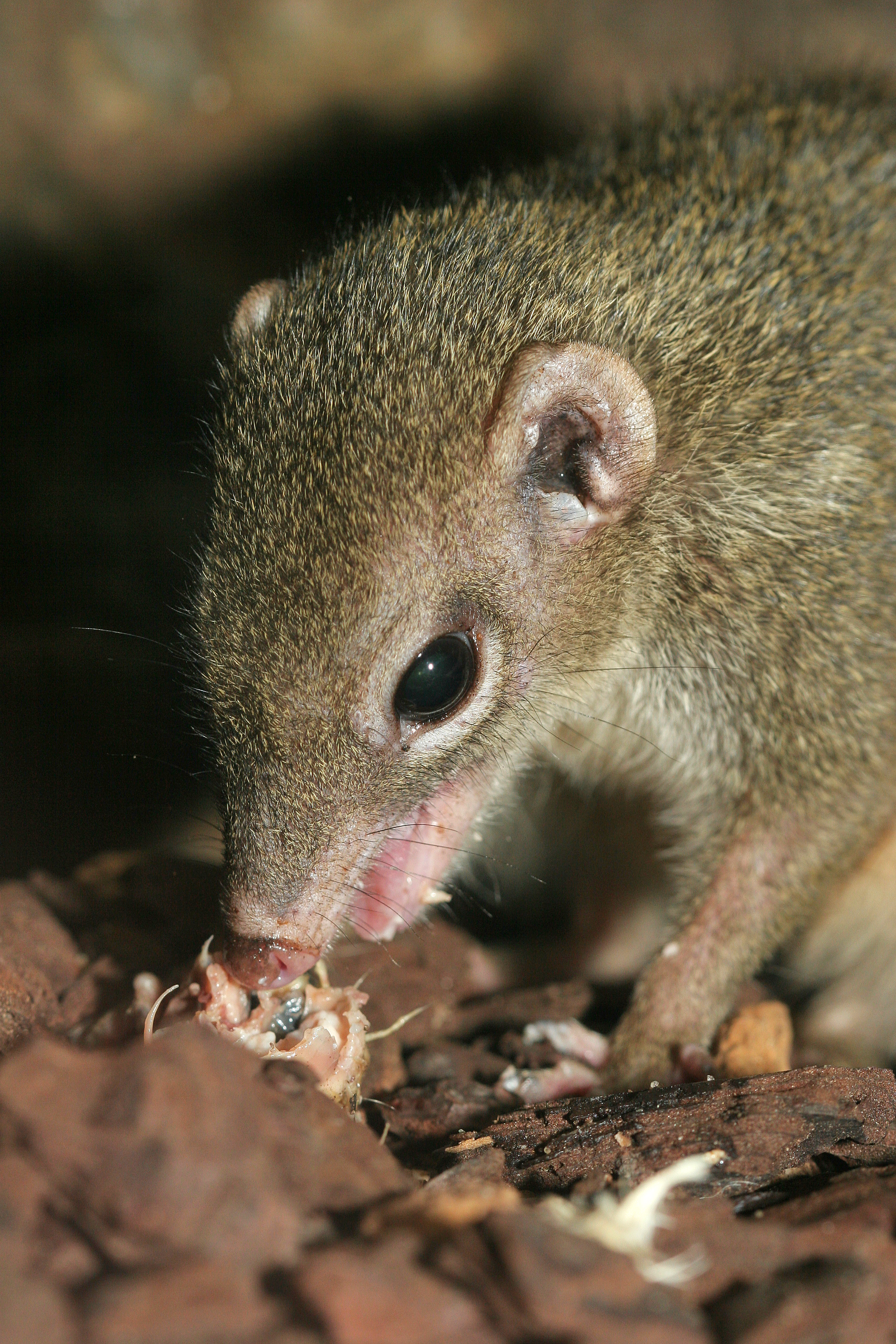
Tupaia comune.

Nel febbraio 1820 la Società Asiatica di Calcutta pubblicò l'articolo «Sur une nouvelle espèce de Sorex - Sorex Glis» scritto congiuntamente da Diard e Duvaucel, comprendente la prima descrizione della tupaia, correlata di disegno.

## Eredità scientifica

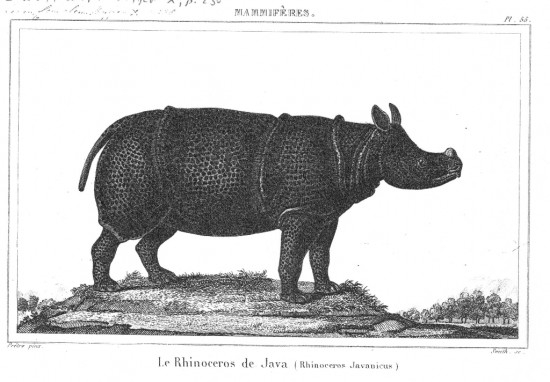
Rinoceronte di Giava disegnato da René Primevère Lesson (1838).

Il Museo di Storia Naturale di Parigi ricevette quasi 2000 esemplari di animali che Diard e Duvaucel raccolsero durante i loro viaggi a Sumatra e Giava in poco più di un anno. Essi includevano 88 specie di mammiferi, 630 specie di uccelli e 59 specie di rettili, tra cui esemplari impagliati, pelli, scheletri, disegni e descrizioni di rinoceronti di Sumatra, rinoceronti di Giava, tapiri dalla gualdrappa, gibboni, presbiti, due specie nuove alla scienza di volpi volanti, tupaie, tassi malesi, binturong e donnole dai piedi nudi. Alcune di queste specie furono descritte per la prima volta dagli zoologi francesi che lavoravano nel museo. Anselme Gaëtan Desmarest descrisse il tapiro dalla gualdrappa nel 1819; il tasso malese e il Paradoxurus hermaphroditus bondar, una sottospecie della civetta delle palme comune, nel 1820; il pangolino di Giava, la donnola dai piedi nudi e il genere Semnopithecus nel 1822.
Nel 1821 Raffles pubblicò le descrizioni delle specie che raccolse assieme a Diard e Duvaucel a Sumatra, comprese le prime descrizioni di specie nuove alla scienza, come l'orso malese, il binturong, il macaco granchivoro, il presbite rosso, il siamango, il presbite dalla cresta, il ratto del bambù maggiore, la tupaia maggiore e lo scoiattolo gigante pallido.
Nel Borneo Diard raccolse il primo esemplare di un coccodrillo d'acqua dolce, che Salomon Müller ed Hermann Schlegel descrissero nel 1844 con il nome Crocodylus raninus. Schlegel descrisse anche alcune specie di serpenti raccolte da Diard nel Borneo.

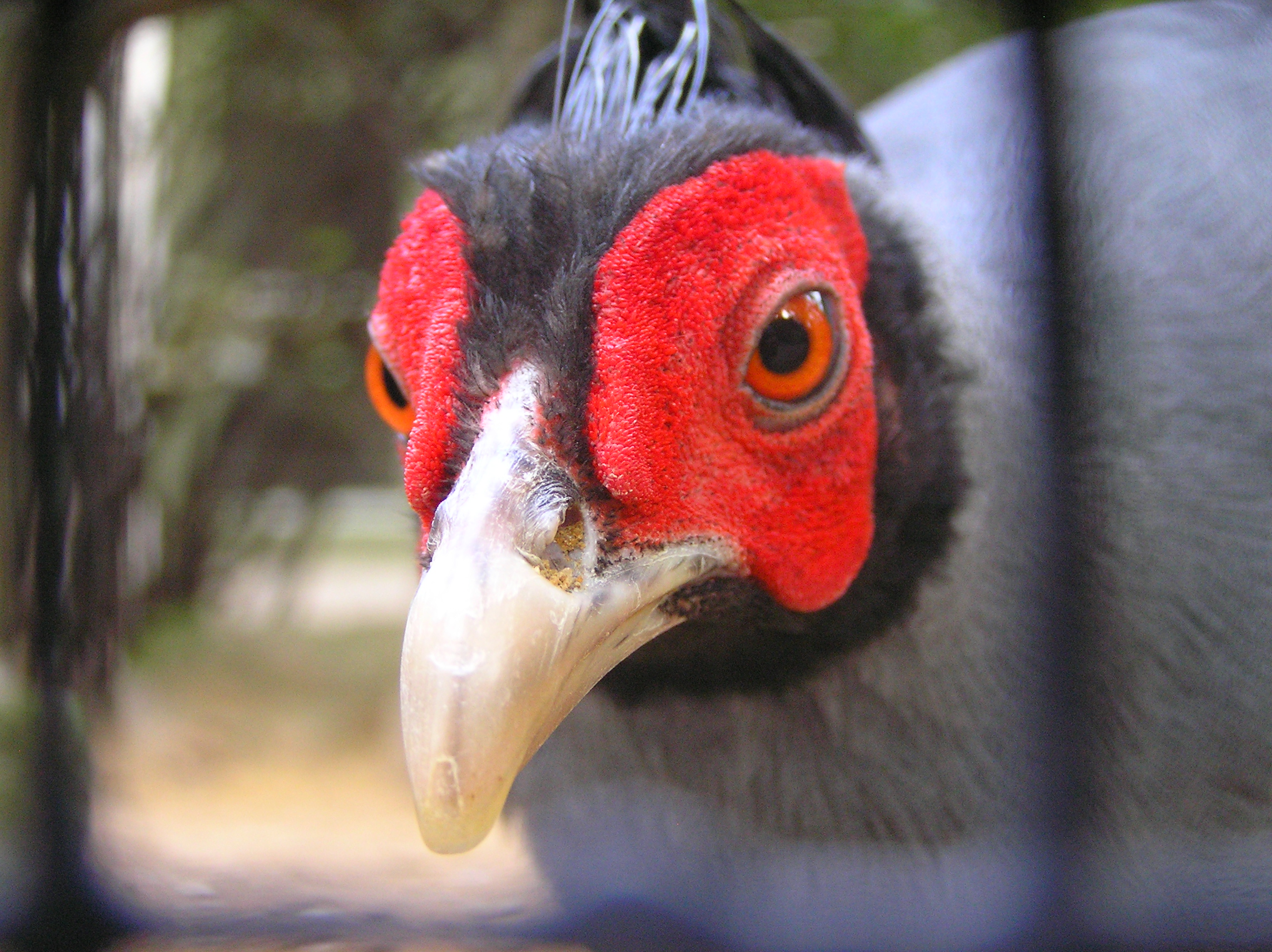
Fagiano prelato.

## Specie dedicate
Il nome di Diard viene tuttora onorato dal nome scientifico di varie specie:
- il leopardo nebuloso del Borneo (Neofelis diardi G. Cuvier, 1823);
- la volpe volante dal muso corto Pachysoma diardii É. Geoffroy, 1828, syn. della sottospecie Cynopterus titthaecheilus titthaecheilus[9];
- la cicala Carineta diardi Guérin-Méneville, 1829;
- la malcoha minore (Phaenicophaeus diardi Lesson, 1830);
- il trogone di Diard (Harpactes diardii Temminck, 1832);
- il coleottero Coilodera diardi, syn. di Macronota diardi Gory e Percheron, 1833;
- il ragno saltatore Hyllus diardi Walckenaer, 1837;
- il serpente cieco di Diard (Argyrophis diardii Schlegel, 1839);
- il fagiano prelato (Lophura diardi Bonaparte, 1856);
- il callosciuro Callosciurus diardii Jentink, 1879, attualmente considerato una sottospecie di Callosciurus notatus[10];
- il ratto Rattus diardii Jentink, 1880, syn. di Rattus tanezumi[11];
- il pesce osseo Sewellia diardi Roberts, 1998[12].